# FFV 028

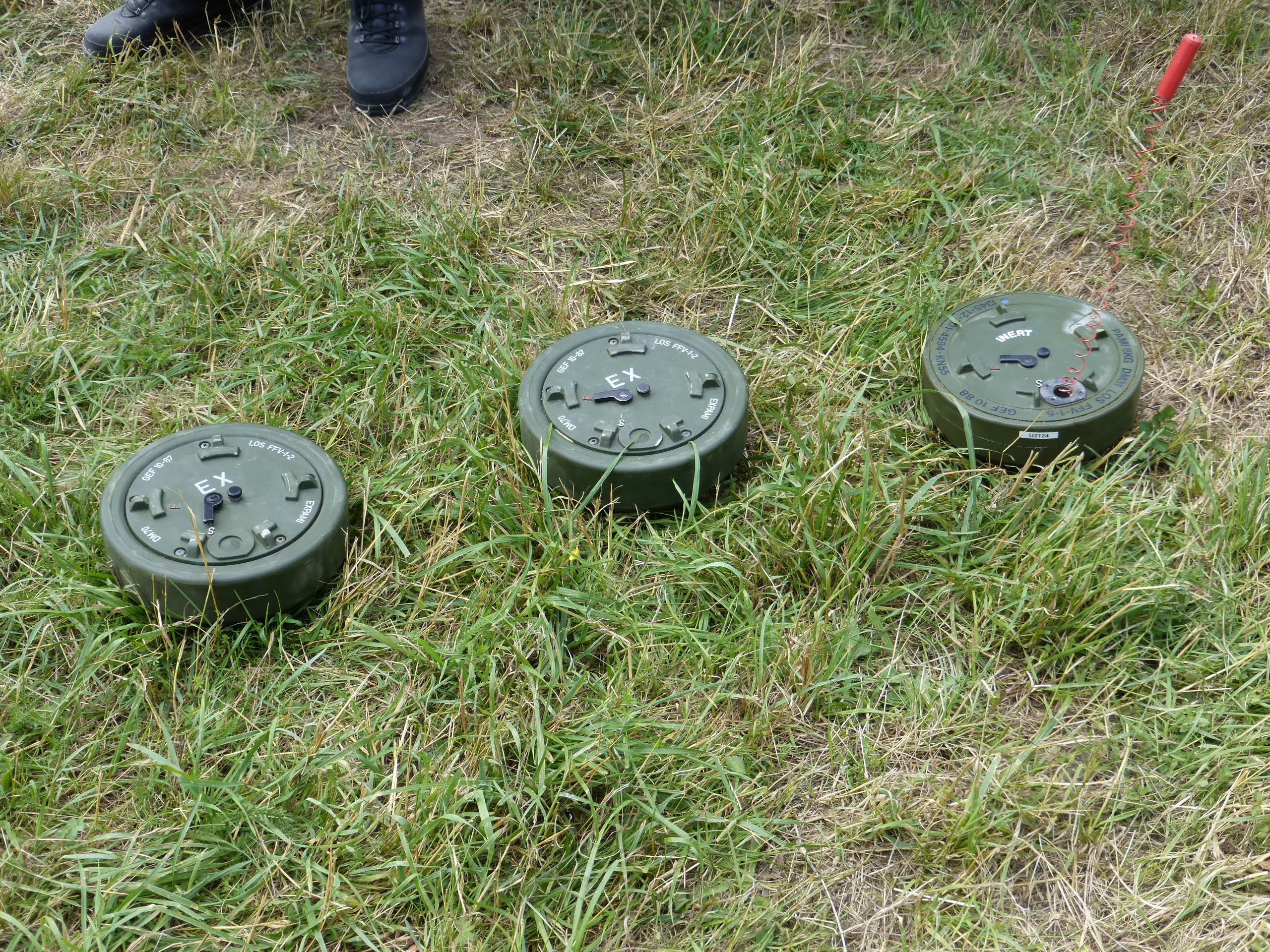
Übungs- und Exerziervarianten der Bundeswehr. Die rechte Mine zeigt an, dass sie sich selbst deaktiviert hat.

Die FFV 028 ist eine Panzerabwehrmine des schwedischen Herstellers Försvarets Fabriksverk (heute: Bofors), die auch in der Bundeswehr als Panzerabwehrmine DM-31 AT verwendet wird.

## Beschreibung

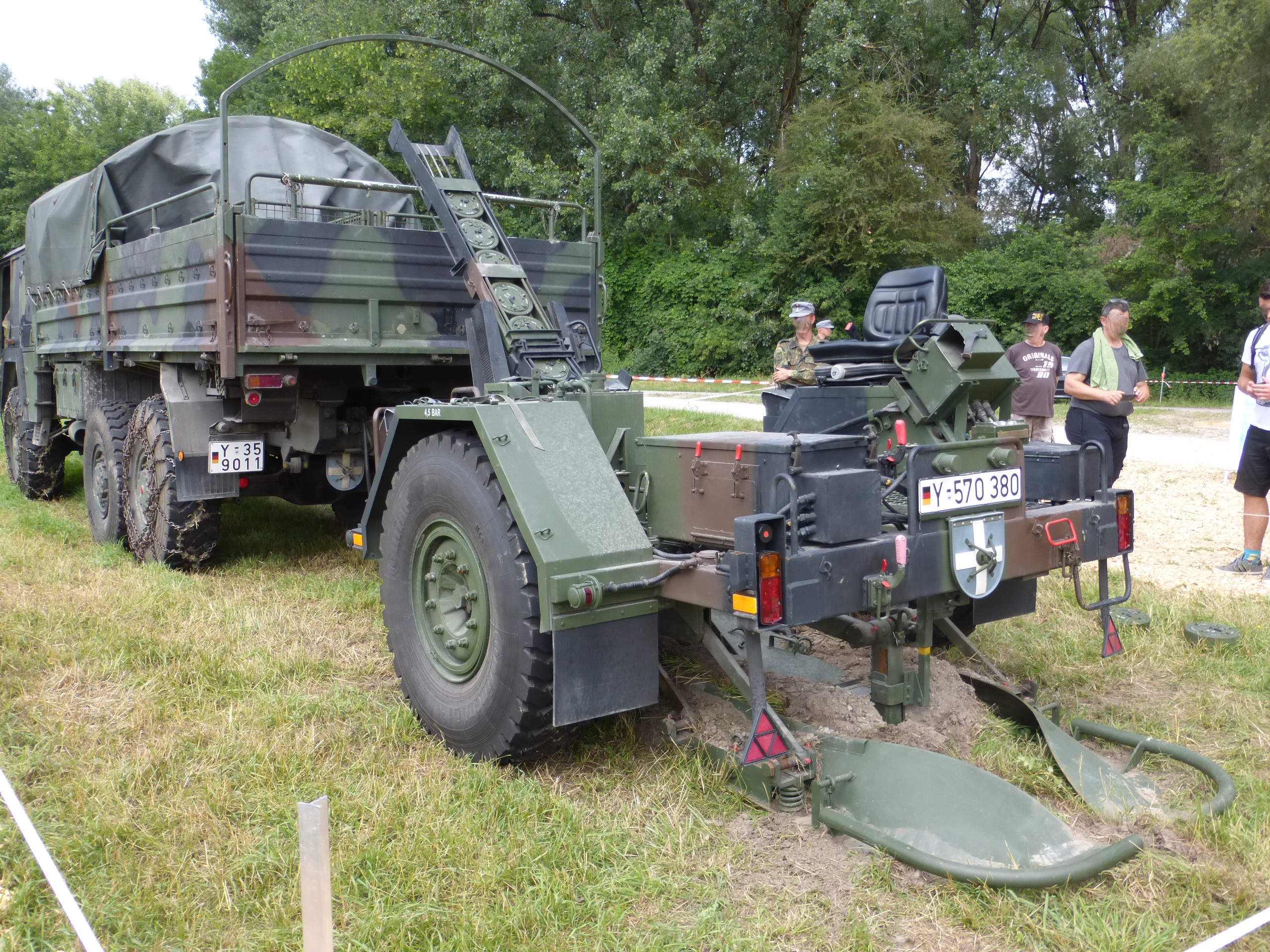
Minenverlegesystem 85

Die äußere Form der FFV 028 entspricht einem flachen Zylinder, der sich im unteren Teil konisch verjüngt. Die Mine ist mit einem magnetischen Zünder ausgestattet, der anspricht, wenn sich das umgebende Magnetfeld ändert, etwa wenn ein metallisches Objekt in den Erfassungsbereich gerät. Im Gegensatz zu den meisten Panzerabwehrminen aus dem Zweiten Weltkrieg muss das Fahrzeug also nicht direkt mit der Kette oder dem Rad über die Mine fahren. Die Sprengladung ist als Hohlladung ausgebildet. Sekundenbruchteile vor der eigentlichen Explosion sprengt eine kleinere Ladung eventuelles Erdreich über der Mine weg.
Die FFV 028 kann von Hand oder mit einem speziellen einachsigen Fahrzeuganhänger verlegt werden, der bei der Bundeswehr als Minenverlegesystem 85 bezeichnet wird. Dieser ähnelt einem Pflug, der die Grasnarbe bzw. den Oberboden zunächst zur Seite drückt, so dass eine Furche entsteht. Die Minen werden dem Verlegesystem über eine Rutsche zugeführt, die von der Ladefläche des ziehenden Lastkraftwagens aus beschickt wird. Durch die Vorwahl des Verlegeabstandes wird die Mine nach Erreichen des Abstandes zur „Vormine“ automatisch geschärft und ausgestoßen. Ein weiteres Paar Einebner schließt die Furche danach wieder, so dass die verlegten Minen nicht mehr sichtbar sind. Mit dem System können Minen in bis zu 20 cm Tiefe verlegt werden; auch eine Verlegung direkt auf dem Boden ist möglich.

### Varianten
- FFV 028: Vorserienmodell
- FFV 028 RU: Entschärfbare und wiederbenutzbare Version. RU = Reusable (Wiederverwendbar).
- FFV 028 SD: Variante mit Aufhebeschutz, der die Mine beim Versuch einer Räumung explodieren lässt. Nach Ablauf einer bestimmten Zeit zerstört sich die Mine selbst. SD = Self-destroying (Selbstzerstörend).
- FFV 028 SN: Weitere Variante mit Aufhebeschutz. Nach etwa 40 Tagen entschärft sich die FFV 028 SN selbst. Dabei wird ein kleiner roter Zylinder mit einer Feder nach oben aus dem Boden getrieben. Die Mine kann so leicht wiedergefunden und nochmals verwendet werden. Bei der Bundeswehr als Panzerabwehrmine DM31 eingeführt. SN = Self-neutralizing (Selbstneutralisierend).

### Technische Daten
- Masse: 8,4 kg[4]
- Durchmesser: 25,4 cm[4]
- Höhe Minenkörper: 13 cm[4]
- Sprengladung: min. 3,5 kg Composition B[4]
- Masse Verlegesystem: 2,9 t[5]

## Kritik
Nach Ansicht von Organisationen wie dem Deutschen Initiativkreis für das Verbot von Landminen widerspricht die FFV 028 der Ottawa-Konvention von 1997, da ihr Zünder auch beispielsweise von Zivilfahrzeugen oder sogar von herkömmlichen Minensuchgeräten ausgelöst werden kann und einige Varianten außerdem über einen Aufhebeschutz verfügen.
Die deutsche Bundesregierung stellte sich 1999 dagegen auf den Standpunkt, dass Panzerabwehrminen mit Aufhebeschutz ausdrücklich nicht gegen die Ottawa-Konvention verstoßen. Dies ergibt sich aus dem Ottawa Abkommen Artikel 2 Absatz 1.

## Nutzerstaaten

### SchwedenSchweden
In der schwedischen Armee ist die FFV 028 als Stridsvagnsmina 6 (Strvn 6) eingeführt.

### Deutschland BRBRDeutschland
Als Ausgleich für die schwedische Bestellung westdeutscher Panzer beschaffte die Bundeswehr zwischen 1988 und 1992 insgesamt 125.000 Stück FFV 028 SN, die hier als DM31 bezeichnet und teilweise bei Dynamit Nobel in Deutschland produziert wurden. Dazu kommt ein Pilotlos von 200 Stück, das 1985 geliefert wurde. Die vollständige Bezeichnung der Panzerabwehrmine DM31 in der Bundeswehr lautet: „Mine, Panzerabwehr, DM31, 8 kg, Metall mit Minenzünder DM1002“. Die zugehörigen Übungsminen erhielten die Bezeichnung DM60, die inerten (sprengstofflosen) Exerzierminen die Bezeichnung DM70. Außerdem erhielt die Bundeswehr 282 Minenpflüge Verlegesystem 85.
Das Minenverlegesystem 85 war bei der Bundeswehr ursprünglich bereits 2011 ausgemustert worden. In Folge veränderter sicherheitspolitischer Rahmenbedingungen sowie einer daraus resultierenden stärkeren Fokussierung der Bundeswehr auf die Landes- und Bündnisverteidigung wurden zwischen 2017 und 2019 acht Einheiten nebst der zugehörigen Minenausstattung wieder reaktiviert, eine weitere Erhöhung auf 23 Einheiten wurde untersucht.

### UkraineUkraine
Zur Unterstützung der Ukraine im Krieg gegen Russland hat die Bundeswehr im Jahr 2022 Panzerabwehrminen DM31 geliefert. Die genaue Anzahl ist unbekannt. Die Bundesregierung spricht von (Stand August 2022) 14.900 Panzerabwehrminen, wobei auch Panzerabwehrrichtminen geliefert wurden. Es ist von mindestens 3.000 Stück auszugehen

## Bilddarstellung

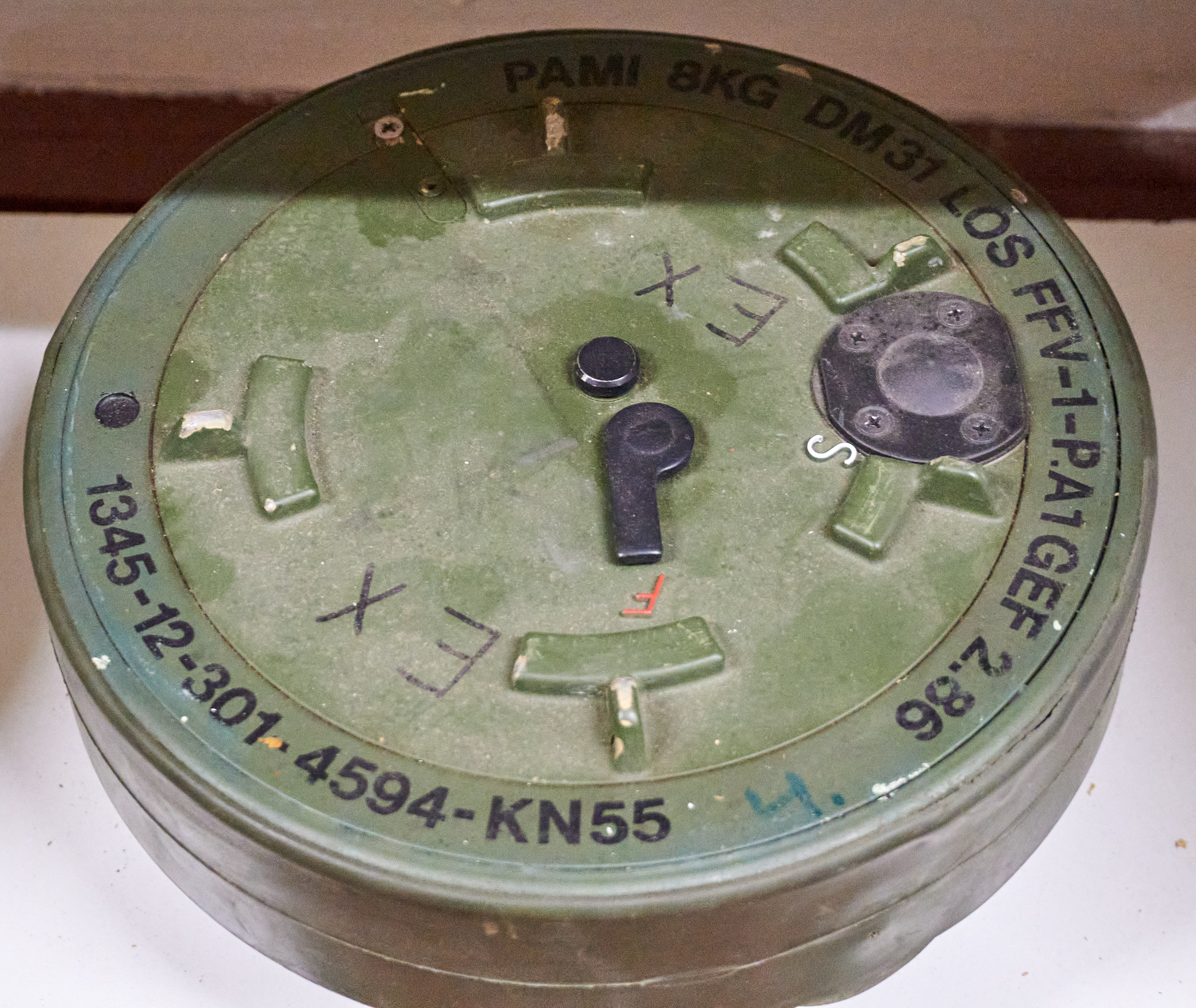
Panzerabwehrmine DM31
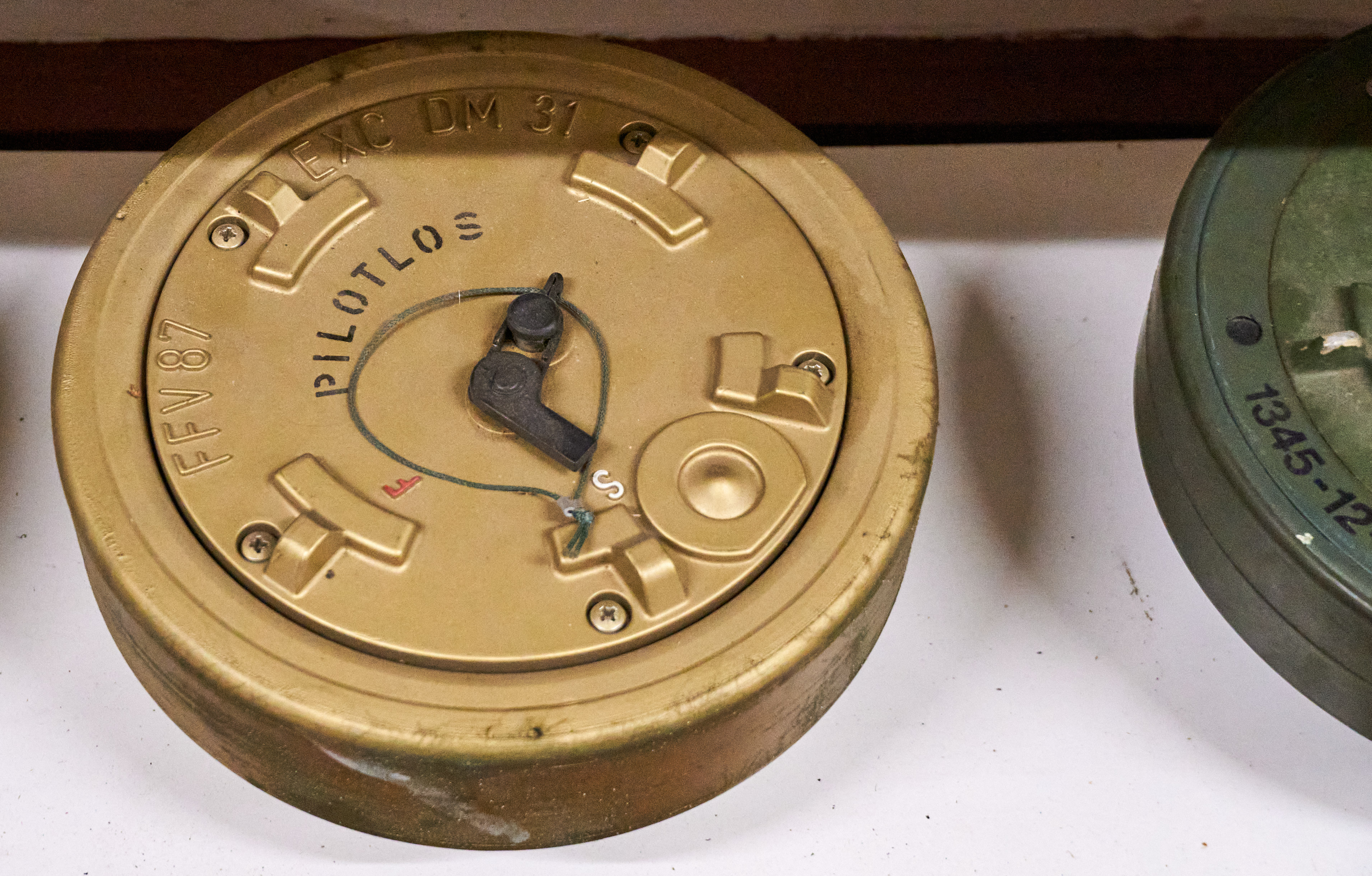
Modell einer Panzerabwehrmine DM31
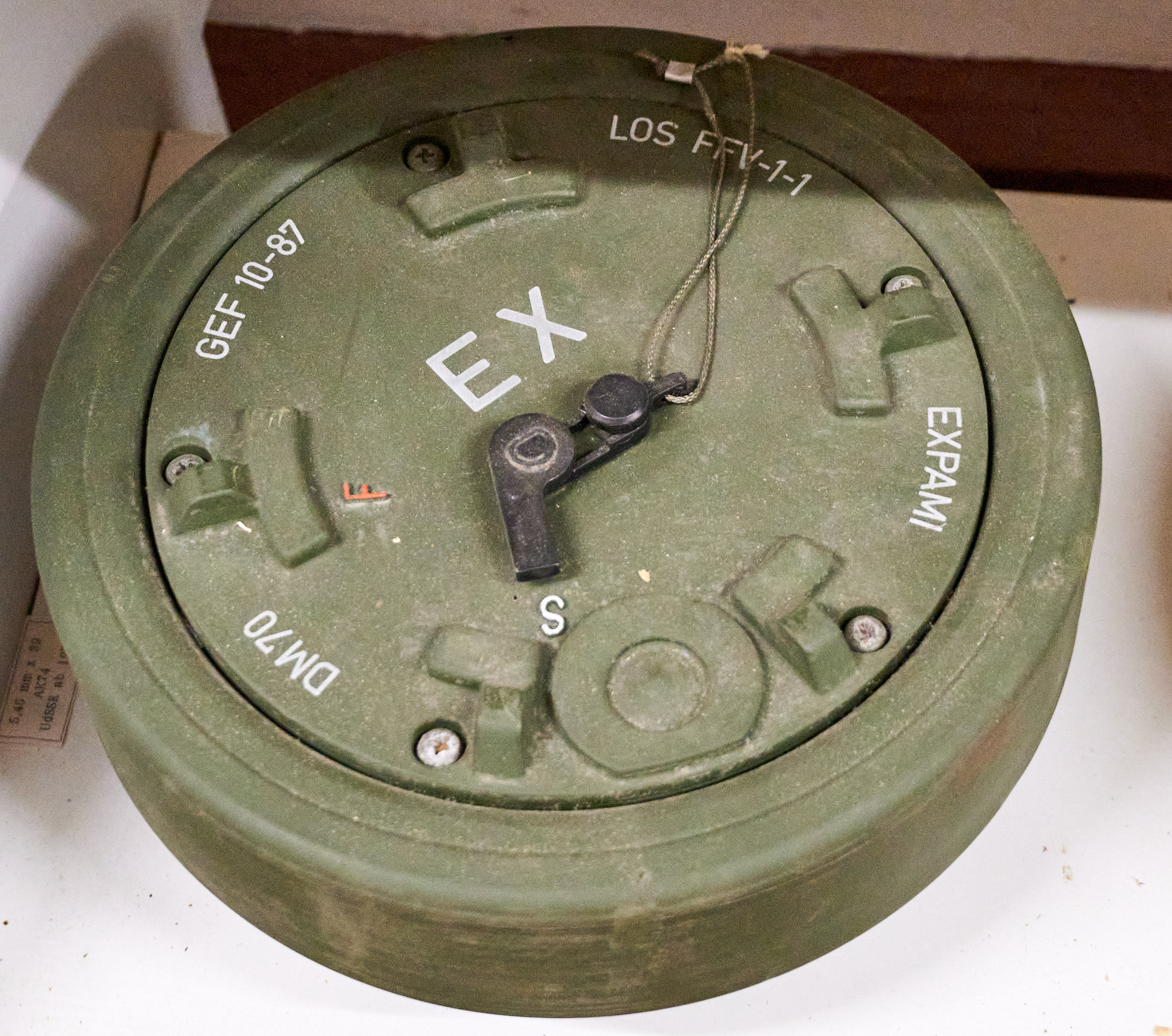
Exerzierversion Panzerabwehrmine DM31